# Atlanticus sinensis
Atlanticus sinensis är en insektsart som beskrevs av Boris Petrovich Uvarov 1924. Atlanticus sinensis ingår i släktet Atlanticus och familjen vårtbitare. Inga underarter finns listade i Catalogue of Life.